# 이종훈 (군인)
이종훈은 대한민국 국군 장교로 한국 전쟁 당시 장사 상륙 작전의 지휘관 중 한명이다.
원래 성명은 이명흠으로 시기는 정확히 모르지만 개명하여 1960년대부터 이종훈이라는 이름을 사용하였다.

## 생애
당시 대위 계급으로 독립 제1유격대대를 이끌고 장사 상륙 작전의 지휘관으로 참가하였다.

## 같이 보기
- 장사 상륙 작전